# 特定街区
特定街区（とくていがいく）は、都市計画法による地域地区の一つで、既成市街地の整備・改善を図ることを目的に、ある街区において、既定の容積率や建築基準法の高さ制限を適用せず、別に都市計画で容積率・高さなどを定める制度である。
1961年（昭和36年）に創設された制度で、超高層ビルを建設するための手法の一つである。街区の整備または造成が行われる地区において、良好な街区レベルでの建築計画について一般的な形態制限を緩和する一方で、一定以上の市街地環境基準を設置して公的融資の融資対象や開発権移転（TDR）の対象にもなるなど、個々のプロジェクトごとに土地の有効利用を誘導する都市開発手法となっている。
商業地域などでオープン・スペースを設けながら都市再開発を行う事例や歴史的建造物の保存を目的とする事例も見られる。

## 都市計画法の規定
都市計画法第8条第3項　「地域地区については、次に掲げる事項を都市計画に定めるものとする。（略）
 
特定街区　建築物の容積率並びに建築物の高さの最高限度及び壁面の位置の制限」
都市計画法第9条第19号　「特定街区は、市街地の整備改善を図るため街区の整備又は造成が行われる地区について、その街区内における建築物の容積率並びに建築物の高さの最高限度及び壁面の位置の制限を定める街区とする。」

## 制度の運用
都市計画法の規定は抽象的であり、具体的にどのような場合に特定街区を認めるかなどは、自治体が定める基準によることになる。また、特定街区を指定する場合には他の都市計画と同様に、都市計画案の縦覧手続き、都市計画審議会への諮問などの手続きが必要である。
- 国土交通省では「都市計画運用指針」の中で、特定街区の基本的な考え方を示している。
- 東京都では「東京都特定街区運用基準」を定めている。
- 特定街区の決定権者は区市町村である（都道府県知事の同意を要する）。

## 事例
超高層ビル建設に活用されていたが、近年では都市再生特別地区の活用が増加している。
- 霞が関3丁目特定街区 - 1964年指定、霞が関ビル。これが特定街区第1号である。再開発のため2004年廃止。
- 築地一丁目特定街区 - 1964年指定、電通ビル。
- 常盤橋特定街区 - 1964年指定、日本ビル・朝日生命大手町ビル。再開発のため2012年廃止。
- 日本橋3丁目特定街区 - 1965年指定、大日本インキビル。
- 銀座東六丁目特定街区 - 1965年指定、大都ビル。
- 東金町一丁目特定街区 - 1966年指定、UR金町駅前団地。
- 玉川用賀町三丁目特定街区 - 1967年指定、馬事公苑ハイム。
- 浜松町二丁目特定街区 - 1967年指定、世界貿易センタービル。再開発のため2013年廃止。
- 下落合一丁目特定街区 - 1967年指定。
- 平井一丁目特定街区 -  1969年指定、平井一丁目アパート
- 西新宿二丁目（6号地）特定街区 - 1969年指定、京王プラザホテル。
- 飯田橋一丁目特定街区 - 1970年指定、ホテルグランドパレス。
- 芝五丁目特定街区 - 1970年指定、森永エンゼル・プラザ。
- 西新宿二丁目（3号地）特定街区 - 1971年指定、KDDIビル・新宿モノリス。
- 西新宿二丁目（8号地）特定街区 -　1971年指定、新宿住友ビルディング。
- 渋谷二丁目特定街区 - 1972年指定、東邦生命ビル。
- 紀尾井町特定街区 - 1972年指定、ホテルニューオータニ。
- 西新宿二丁目（9号地）特定街区 - 1972年指定、新宿三井ビル。
- 三田一丁目特定街区 - 1972年指定、三田国際ビル。
- 東池袋三丁目特定街区 - 1972年指定、サンシャインシティ。
- 西新宿一丁目（11-2号地）特定街区 - 1972年指定、安田火災海上本社ビル。
- 八重洲一丁目特定街区 - 1973年指定、安田信託銀行ビル。
- 西新宿一丁目（11-1号地）特定街区 - 1973年指定、新宿野村ビル。
- 西新宿一丁目（10号地）特定街区 - 1973年指定、新宿センタービル。
- 祖師谷三丁目特定街区 - 1973年指定、成城ハイム。
- 青山一丁目特定街区 - 1974年・1977年指定、新青山ビル
- 旗の台一丁目特定街区 - 1974年指定、昭和大学病院。
- 内幸町二丁目特定街区 - 1975年・1989年指定、日比谷シティ・新生銀行本店ビル
- 西新橋一丁目特定街区 - 1975年指定、物産ビル。
- 芝浦一丁目特定街区 - 1977年指定、浜松町ビルディング。
- 海岸一丁目特定街区 - 1977年指定、東京ガスビルディング。
- 西新宿二丁目（7号地）特定街区 - 1978年指定、新宿第一生命ビルディング。
- 西新宿二丁目（2号地）特定街区 - 1979年指定、新宿NSビル。
- 日本橋蛎殻町二丁目特定街区 - 1979年指定、ロイヤルパークホテル。
- 神宮前五丁目特定街区 - 1981年指定、国連大学・こどもの城。
- 西浅草三丁目特定街区
- 芝五丁目（その2）特定街区
- 百人町三丁目特定街区
- 西新宿一丁目特定街区 - 1986年指定、新宿エルタワー。
- 神宮前五丁目（その2）特定街区 - 1986年指定、JBPオーバルビル：現青山オーバルビル。
- 南大井六丁目特定街区 - 1986年指定、大森ベルポート。
- 西新宿一丁目（その2）特定街区 - 1986年指定、工学院大学。
- 北品川四丁目特定街区 - 1987年指定、品川御殿山ヒルズ。
- 西新宿二丁目（1，4，5号地）特定街区 - 1987年指定、東京都庁舎。
- 芝浦一丁目（その2）特定街区 - 1988年指定、シーバンス。
- 明石町特定街区 - 1989年指定、聖路加国際病院。
- 有楽町一丁目特定街区 - 1989年指定、DNタワー21。
- 芝四丁目特定街区 - 1990年指定、三田NNビル。
- 新幸橋特定街区 - 1990年指定、第一ホテル、東電。
- 初台淀橋特定街区 - 1992年指定、東京オペラシティ。
- 平河町二丁目特定街区 - 1995年指定、都道府県会館。
- 丸の内二丁目特定街区 - 1998年指定、丸ビル。
- 日本橋室町二丁目特定街区 - 1999年指定、三井本館・日本橋三井タワー。重要文化財である三井本館を保存し、公開空地が確保。既定の都市計画では容積率718％であったが、500％の割増容積率を受け、文化財の保存と開発（超高層ビル建設）を両立した。
- 丸の内一丁目特定街区 - 2000年指定、日本工業倶楽部会館・永楽ビル。
- 丸の内二丁目（その2）特定街区 - 2000年指定、明治生命館。重要文化財の保存と超高層ビルの建設を両立させた。
- 日本橋一丁目特定街区 - 2000年指定、COREDO日本橋。
- 太平四丁目特定街区 - 2001年指定、オリナス。
- 銀座八丁目特定街区 - 2002年指定、三井ガーデンホテル銀座プレミア。
- 東上野二丁目特定街区 - 2004年指定、上野イーストタワー。
- 丸の内一丁目（その2）特定街区 - 2005年指定、新丸ビル。
- 江戸橋特定街区 -　2009年指定、日本橋ダイヤビルディング。
- 日本橋本町二丁目特定街区 - 2013年指定、武田薬品工業新本社。
- 北野町特定街区（八王子市） - 1985年指定、北野タウン。
- 吉祥寺本町二丁目特定街区（武蔵野市） - 1972年指定、東急百貨店吉祥寺店。
- 南10条西6丁目特定街区（札幌市） - ホテルアーサー札幌：現プレミアホテル 中島公園 札幌。
- 北1条西2丁目特定街区（札幌市）
- 北5条西5丁目特定街区（札幌市）
- 松戸坂下特定街区（松戸市） - 1992年指定。
- 本町1丁目特定街区（船橋市） - 1975年指定。
- 谷津町特定街区（習志野市） - 1974年指定。
- 幸町一丁目第一特定街区（千葉市） - 1972年指定。
- 幸町一丁目第二特定街区（千葉市） - 1972年指定。
- 北与野駅前神明特定街区（さいたま市） - 2004年指定。
- 大宮駅前桜木町特定街区（さいたま市） - 2004年指定。
- 横浜駅西口特定街区 - 1971年指定、横浜天理教館。
- 横浜駅西口駅前特定街区 - 1994年指定、横浜ベイシェラトンホテル&タワーズ。
- 東戸塚特定街区 - 1985年指定、ニューシティ東戸塚タワーズ。
- みなとみらい21中央地区24街区特定街区 - 1993年指定、クイーンズスクエア横浜。
- みなとみらい21中央地区25街区特定街区 - 1990年指定、横浜ランドマークタワー。
- かわさきテクノピア第一特定街区 - 1985年指定。
- 小杉駅北口特定街区 - 1992年指定、武蔵小杉タワープレイス。
- 新川崎特定街区 - 1987年指定、新川崎三井ビルディング。
- 高松特定街区（静岡市）
- 追手町特定街区（静岡市）
- 栄三丁目特定街区（名古屋市） - 1993年指定。
- 丸の内二丁目特定街区（名古屋市） - 1971年指定。
- 池下特定街区（名古屋市） - 1967年指定。
- 又穂特定街区（名古屋市） - 1965年指定。
- 名城郭内団地第4街区特定街区（名古屋市） - 1964年指定。
- 名城郭内団地第5街区特定街区（名古屋市） - 1962年指定。
- 京都駅地区特定街区（京都市）京都駅ビル
- 愛隣特定街区（大阪市）
- 安土町二丁目特定街区（大阪市）大阪国際ビルディング。
- 京橋三丁目特定街区（大阪市）
- 天満橋特定街区（大阪市）
- 伝法特定街区（大阪市）
- 島之内1丁目特定街区（大阪市）
- 堂島西特定街区（大阪市）
- 法円坂北特定街区（大阪市） - 1966年指定。
- 豊崎三丁目特定街区 - 1991年指定。
- 下山手特定街区（A街区・B街区） - 1993年指定。
- 岩屋中町4丁目特定街区（神戸市） - 1997年指定、シマブンビル。
- 御幸通7丁目特定街区（A街区・B街区） - 1996年指定、三宮ビル南館。
- 住吉特定街区（A街区・B街区） - 1989年指定。
- 東川崎特定街区 - 1990年指定。
- 浜辺通5丁目特定街区 - 1967年指定、神戸商工貿易センタービル。
- 明石町特定街区（神戸市） - 1995年指定、大丸神戸店。
- 基町特定街区（広島市） - 1969年指定、市営基町高層アパート。
- 基町6番特定街区（広島市） - 1990年指定。
- 長寿園特定街区（広島市） - 1969年指定。